# In Your Eyes (Peter Gabriel)
In Your Eyes è un singolo del musicista inglese Peter Gabriel, pubblicato nel 1986 ed estratto dall'album So.
La parte finale presenta vocalizzi di Youssou N'Dour.

## Tracce
1. In Your Eyes (The Single Mix)
2. In Your Eyes (The Special Mix)

## In altri media
Il brano fu inserito anche nella colonna sonora del film Non per soldi... ma per amore (1989).